# Фуад, Аюб
Аюб Фуад (араб. فؤاد حسين أيوب‎; род. 23 мая 1961, Бейрут) — профессор, учёный, доктор медицинских наук. Президент Ливанского университета в Бейруте c 2016 по 2021 г. Судебный медицинский эксперт Международной комиссии по расследованию в ООН. Удостоен научной премии КАНИ за международное изобретение и золотой медали в Дамаске на выставке творчества и изобретений. Почётный профессор Тверского государственного медицинского университета.

## Биография
Аюб Фуад родился в Ливане. После окончания школы, он собирался уехать в Париж и продолжить обучение во Франции, но в Бейруте закрыли аэропорт — в стране началась гражданская война. Тогда он, при поддержке родных, решил уехать учиться в СССР. Когда Аюб Фуад приехал в Россию, он начал учить русский язык, потому что тогда вообще его не знал. Его отправили на подготовительный факультет в Ростов-на-Дону и через год это принесло результаты. Русский язык он выучил, был переведён на стоматологический факультет в Калининский медицинский институт. Его наставником был доцент Челноков.
Он получил образование в Калининском медицинском институте — современное название Тверского государственного медицинского университета. Стал его выпускником в 1985 году. Специальность — «Стоматология» и «Профилактика стоматологических заболеваний».
После окончания обучения и защиты диплома Аюб Фуад вернулся ненадолго в Ливан, а затем уехал опять в Москву, чтоб учиться в аспирантуре и защитить диссертацию. В 1993 году стал выпускником Института судебной медицины в Москве.
С 1997 года и по 2008 год он занимал должность заместителя начальника кафедры стоматологии медицинского факультета Ливанского государственного университета. Аюб Фуад обладает Сертификатами медицинских исследований: в 1990 году — судебной стоматологии, в 2001 году — патологии полости рта, в 2002 — международного Сертификата обучения судебной медицины, в 2006 году — международного Сертификата Special Forces Operations Base.
С 1999 года стал работать международным инспектором в области человеческой идентификации в Международной аварийной службе в Великобритании. С 2001 году работает судебным врачом в Бейруте. В 2014 году стал деканом медицинского стоматологического факультета в государственном Ливанском университете. С 2005 по 2009 год был советником и судебным медицинском экспертом Международной комиссии по расследованию в ООН.

## Награды
- Награда Фестиваля арабских пионеров от Лиги арабских государств (1999 год);
- I место на выставке научно-исследовательских работ ЮНЕСКО в Ливане (1999 год);
- Премия Ливана за творчество (2003 год)
- Научная премия КАНИ за международное изобретение (2005 год)
- Награда Международной независимой комиссии по расследованию Организации Объединенных Наций UN STAFF EXCELLENCE RECOGNITION AWARD (2009 год)
- Золотая медаль в Дамаске (2011 год)
- Научная премия стоматологов (2014 год)[2]